# Princesinha do Oeste

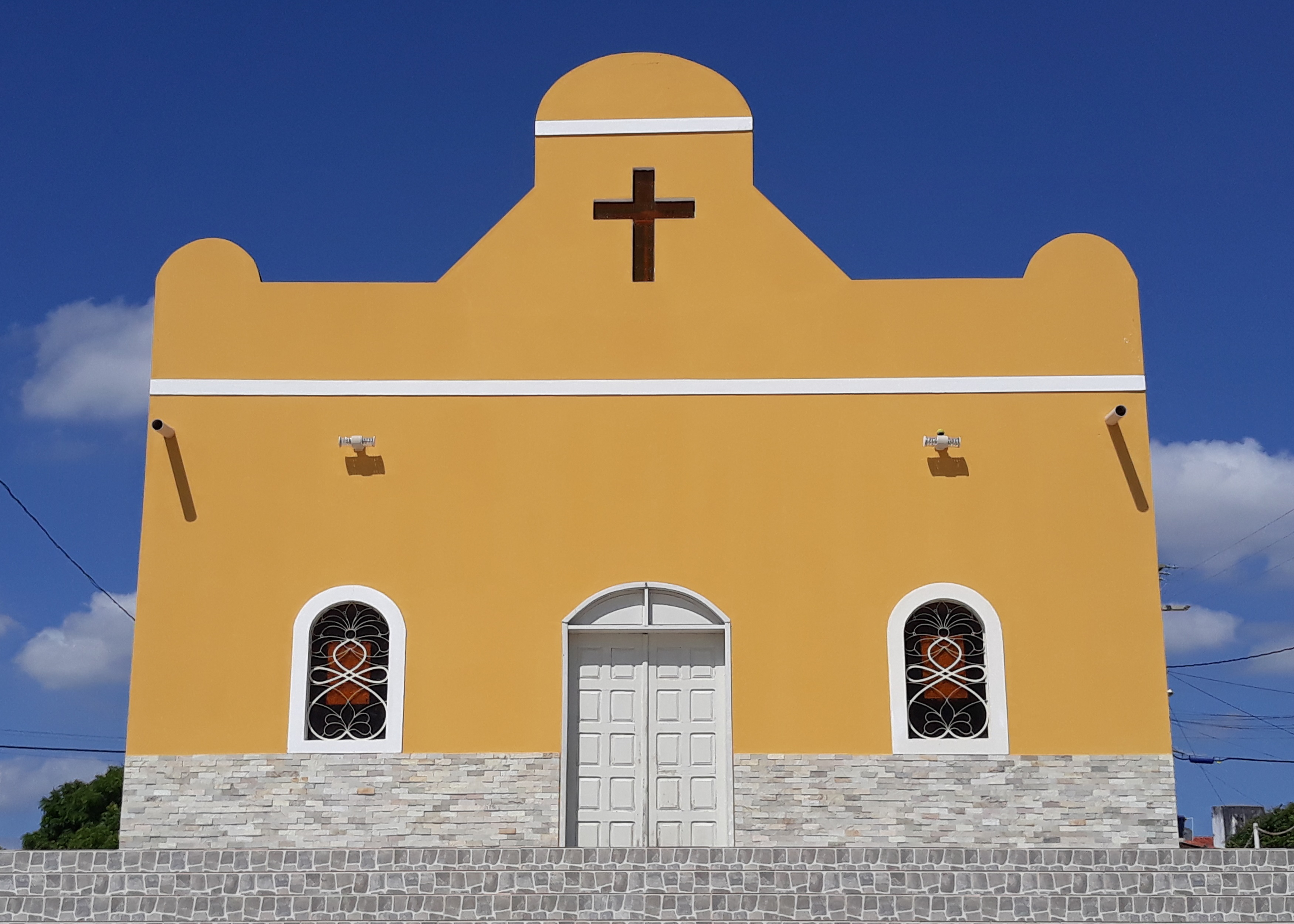
Capela do Menino Jesus de Praga, padroeiro do conjunto

Princesinha do Oeste é um dos sete conjuntos habitacionais de Pau dos Ferros, município brasileiro no interior do estado do Rio Grande do Norte. Dentro de sua área localizava-se um antigo campo de pouso, que foi transferido para as proximidades da barragem. O conjunto foi criado em 1985, com 354 residências. A oeste, encontra-se com a BR-405 (Rua Manoel Alexandre), que separa os conjuntos Princesinha do Oeste e Nações Unidas. Possui como padroeiro o Menino Jesus de Praga, cuja festa é celebrada no mês de setembro.
Seus domicílios, boa parte de alto padrão, são atendidos pelos sistemas de abastecimento de água, energia elétrica e coleta de lixo e mais da metade tem coleta de esgotos. É neste conjunto onde estão localizados o fórum eleitoral a subseção da Ordem dos Advogados do Brasil (OAB) do município e um estabelecimento de ensino, a Escola Estadual Profª Maria Edilma de Freitas. Dispõe também de um espaço público, a Praça Adalberto Henrique da Cunha, situado em frente ao terreno onde se localizava o Ginásio de Esportes Professor João Faustino, demolido em 2012.

## Logradouros

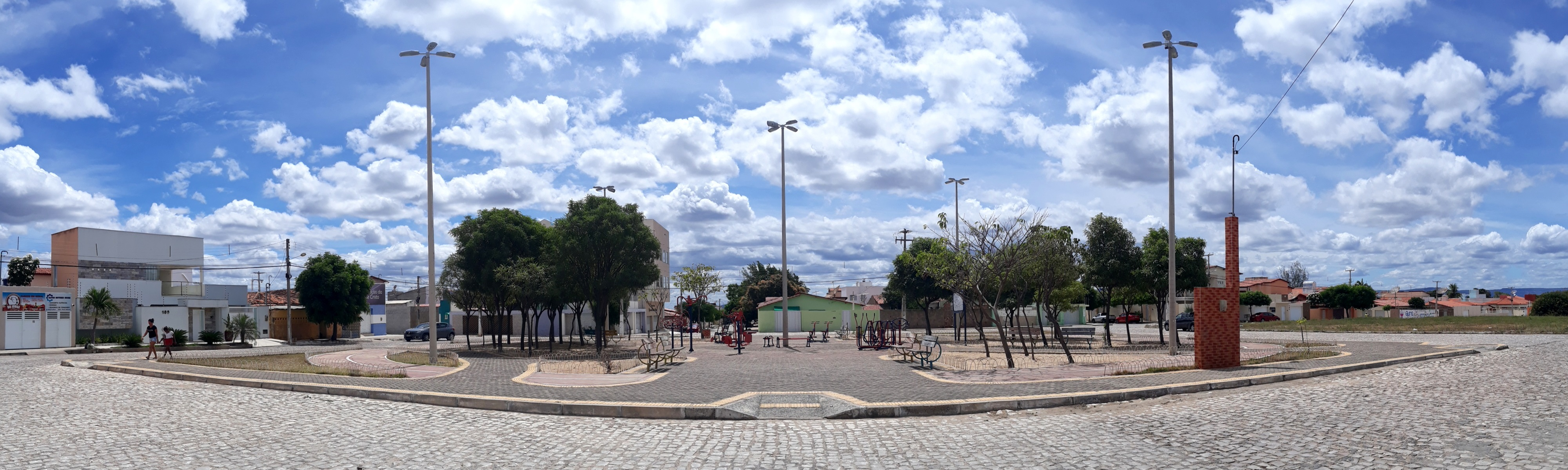
Praça Adalberto Henrique da Cunha, inaugurada em 2012

1. Avenida Ubiranilton Deodato
2. Rua Agostinho F. Queiroz
3. Rua Alexandre Pinto
4. Rua Ananias Aires
5. Rua Antonio A. de Souza
6. Rua Antonio Alexandre
7. Rua Antonio de Lisboa Lopes
8. Rua Balduíno José do Nascimento
9. Rua Celí Pinheiro Lobo
10. Rua Cícero Estevão
11. Rua Djalma de Freitas
12. Rua Dr. Elias Fernandes
13. Rua Dr. José Torquato
14. Rua Dr. Raimundo Diógenes Paiva
15. Rua Estevam Romão França
16. Rua Francisca Lopes Bezerra
17. Rua Francisco A. de Queiroz
18. Rua Francisco Batalha
19. Rua Francisco de A. Rêgo
20. Rua Gaudêncio Torquato
21. Rua Hermógenes Severiano do Rego
22. Rua Higino J. Bezerra
23. Rua João Batalha
24. Rua José Correia
25. Rua José Meireles Ponchet
26. Rua Lavoisier Lamarck Bezerra
27. Rua Manoel Alexandre
28. Rua Manoel Antonio
29. Rua Manoel de Castro
30. Rua Manoel Gameleira
31. Rua Maria Selma de Assis
32. Rua Marta Neta de Almeida Souza
33. Rua Paulo Marcelino
34. Rua Pedro Régis de Freitas
35. Rua Raimundo S. do Rego
36. Rua Raimundo S. Nunes
37. Rua Respício José do Nascimento
38. Rua Sérvulo Fernandes Pimenta
39. Rua Véscio Torquato[7]